# 佩德罗·贝尼特斯
佩德罗·贝尼特斯（西班牙語：Pedro Benítez，1981年3月23日—），巴拉圭男子足球运动员，司职中后卫。他曾代表巴拉圭国奥队参加2004年夏季奥林匹克运动会足球比赛，获得一枚银牌。